# Под'єлля (Ленінградська область)
Под'єлля (рос. Подъелье) — присілок у Волховському районі Ленінградської області Російської Федерації.
Населення становить 10 осіб. Належить до муніципального утворення Паське сільське поселення.

## Історія
Згідно із законом № 56-оз від 6 вересня 2004 року належить до муніципального утворення Паське сільське поселення.

## Населення
| 1838 | 1862 | 1997 | 2007 | 2010 | 2012 | 2017 |
| ---- | ---- | ---- | ---- | ---- | ---- | ---- |
| 39   | ↘20  | ↘17  | ↘8   | ↘5   | →5   | ↗10  |